# 马斯特里赫特条约
《马斯特里赫特条约》（法語：le traité de Maastricht），即《欧洲联盟条约》，於1991年12月9日至10日在荷兰的马斯特里赫特举行的第46届欧洲共同体首脑会议中经过两天的辩论，最終通过并草签了《欧洲经济与货币联盟条约》和《政治联盟条约》，合稱《欧洲联盟条约》，正式條約於1992年2月7日签訂。这一条约是对《罗马条约》的修订，它为欧共体建立政治联盟和经济与货币联盟确立了目标与步骤，是《羅馬條約》成立的基礎。該條約於1993年11月1日生效。

## 簽署國家
原欧洲共同体12个国家
- 比利时
- 丹麦
- 德国（原 西德）
- 希腊
- 西班牙
- 法國
- 爱尔兰
- 義大利
- 盧森堡
- 荷蘭
- 葡萄牙
- 英国

1995年1月1日加入國家
- 芬兰
- 奥地利
- 瑞典

2004年5月1日加入國家
- 斯洛伐克
- 拉脫維亞
- 立陶宛
- 爱沙尼亚
- 捷克
- 斯洛維尼亞
- 賽普勒斯
- 馬爾他
- 匈牙利
- 波蘭

2007年1月1日加入國家
- 羅馬尼亞
- 保加利亚

2013年7月1日加入國家
申请加入欧盟的国家（按申请日期排列）
- 土耳其（1987年7月3日）
- 北馬其頓（2004年3月22日）
- 冰島（2009年）
- 塞爾維亞
- 蒙特內哥羅

；申请退出欧盟的国家
- 英国(2016年)

## 货币联盟条约
《货币联盟条约》是1992年2月7日由欧共体12国外长和财政部长所正式签订的。
该条约规定，在欧盟内部要求实现资本的自由流通，真正实现统一市场，并使经济政策完美地协调起来。条约规定：最迟于1999年1月18日在欧共体内发行统一货币，实行共同的对外与防务政策，扩大欧洲议会的权力。

### 目标
要在密切协调成员国经济政策和实现欧洲内部统一市场的基础上，形成共同的经济政策。具体内容是：统一货币，制定统一的货币兑换率，建立一个制定和执行欧共体政策的欧洲中央银行体系。
2002年1月1日，歐元紙幣和硬幣开始流通，取代了當時歐盟15個成員國中12國的貨幣，即比利時、德國、希臘、西班牙、法國、愛爾蘭、義大利、盧森堡、荷蘭、奧地利、葡萄牙和芬蘭。欧元区国家各自的硬币和纸币于2002年的前两个月退出流通。瑞典、丹麦和英国都决定暂时不加入欧元区。

## 政治联盟条约
《政治联盟条约》最早在1990年4月由法国总统密特朗与德国总理科尔共同提出。
其目标為：实行共同的外交、防务。大会政策，进一步扩大欧共体超国家机构的权力，扩大欧洲议会的权力，使其由原来的咨询和监督机构变成部分的权力机构。
1. 建立共同外交与安全政策，在欧盟最重要的领域内采取的“共同行动”仍需一致通过，但也采用特定多数投票（实施共同行动）的原则。欧洲联盟的武装机构——西欧联盟“将执行欧洲联盟在防务方面作出的议定”。条约最终规定制定共同防务政策。
2. 欧洲公民身分：欧洲公民身分的主要内容是，联盟侨民无论居住在欧共体的哪个成员国，在欧洲选举和市政选举中都有选举权和被选举权。承认任何公民有在欧洲议会请愿的权利。
3. 补充性：采取补充性是为了解决欧共体与其成员国分权的微妙问题。欧共体仅在专属自己的领域内，“在成员国无法令人满意地实现考虑采取的行动的目标时”进行干预。
4. 欧洲议会：在制度方面，欧洲议会通过投票任命欧共体执委会，任命接受公民诉状的调停者，并可能成立调查委员会。在立法方面，扩大合作程序。在欧洲议会与欧洲理事会发生分歧时，通过调解程序共同决策。
5. 执委员：欧共体执委会职能不变，但是由于任命方式改变，它的合法地位增强 。
6. 司法与内政：需要一致通过的政府问合作今后将涉及与“共同利益”有关的问题（避难：移民，签证、警察）。
7. 协调基金：设立该基金是为了在环境和基础设施方面援助最贫困的地区。
8. 新领域：欧共体在恪守补充性原则的同时，可以在一些新领域（教育、公共卫生：职业培训等）进行干预：欧洲理事会可以建议成员国通过一些公约。
9. 社会政策：由于英国反对，条约附件中有两项特别议案涉及此事，签字国保证推动社会欧洲发展，促进就业，1992年以来，丹麦对《马斯特里赫特條约》否决；法国以微弱多数勉强通过，英国推迟全民公决。